# HD 61555
HD 61555 ( eller HR 2948) är en ensam stjärna i den mellersta delen av stjärnbilden Akterskeppet som också har Bayer-beteckningen k1 Puppis. Den har en skenbar magnitud av ca 4,50 och är svagt synlig för blotta ögat där ljusföroreningar ej förekommer. Baserat på parallaxmätning inom Hipparcosuppdraget på ca 9,4 mas, beräknas den befinna sig på ett avstånd på ca 350 ljusår (ca 106 parsek) från solen. Den rör sig bort från solen med en heliocentrisk radialhastighet på ca 24 km/s.

## Egenskaper
Primärstjärnan HD 61555 är en blå till vit stjärna i huvudserien av spektralklass B6 V. Den har en massa som är ca 4,3 solmassor, en radie som är ca 3,7 solradier och har ca 490 gånger solens utstrålning av energi från dess fotosfär vid en effektiv temperatur av ca 13 600 K.
HD 61555 bildar tillsammans med HD 61556 en optisk dubbelstjärna. De har en vinkelseparation av 9,9 bågsekunder vid en positionsvinkel av 318°. Paret kan lätt upplösas med ett mindre teleskop. HD 61555 är i sig själv en dubbelstjärna utan fastställd typ och omloppsbana.